# Чирков, Антон Николаевич
Анто́н Никола́евич Чирко́в (1902—1946) — советский художник, живописец и график. Представитель поколения художников поставангарда в России 1920-х — 1930-х годов, член МОССХ (1932).

## Биография
Родился 22 февраля (7 марта) 1902 года в селе Напольный Вьяс Саранского уезда Пензенской губернии, в многодетной семье сельского священника Николая Матвеевича Чиркова.
● 1917 — окончил высшее начальное училище в Саранске.
● 1919—1920 — учился в художественной студии; одновременно работал учителем рисования в школе 2 ступени в городе Исса, Пензенской губернии.
● 1920—1922 — обучался в Пензенском художественном училище, в мастерской А. И. Штурмана
● 1922 — переехал в Москву. Поступил во ВХУТЕМАС, учился в мастерских Н. И. Шестакова, А. А. Осмеркина, И. И. Машкова, П. П. Кончаловского.
● 1927 — окончил живописный факультет ВХУТЕМАСа/ВХУТЕИНа с высшим баллом, премирован заграничной командировкой.
- 1925 — участвовал во Всемирной выставке декоративных искусств в Париже (натюрморт «Хлебы»)
- 1925—1932 — участвовал в выставках обществ «Бытие», «Крыло», ОМХ, «Всекохудожник»
- 1928—1929 — преподавал в Рязанском художественном техникуме
- 1929—1930 — служил в армии под Ленинаканом, Закавказская Социалистическая Федеративная Советская Республика (Армения).
- 1930—1946 годах преподавал в Московском областном художественном училище памяти 1905 года.
- 1931 — выставка-салон молодых художников «Всекохудожник» (Триптих «Из жизни курдов»)

- 1931 — Творческая командировка в Мурманскую область («Северная Венера»)
- 1932 — член МОССХ.
- 1934 — персональная выставка в Первом производственном доме художников, Верхняя Масловка, 15
- 1937 — персональная выставка в МОХУ памяти 1905 года, выставка в ДК «Серп и молот», показ картины «1917 год» (изъята из экспозиции в день вернисажа)
- 1938—1939 — работа над картиной «Декабристы», поездки в Ленинград
- 1939 — творческая поездка в Самарканд
- 1941 — мобилизован в красную армию, демобилизован по состоянию здоровья
- 1942 — персональная выставка в МОХУ памяти 1905 года
- 1944—1946 — преподавал в Московской средней художественной школе (МСХШ)
- 1945—1946 — работал над росписями храма Святителя Николая в подмосковном селе Жегалово
- 1946, 10 июня — скоропостижно скончался от сердечного приступа. Похоронен у апсиды храма Святителя Николая в селе Жегалово, Щёлковского района Московской области.

## Творческое наследие
Творческое наследие А. Н. Чиркова экспонировались на следующих выставках:
● 1973 (13.03) — От 20-х до 70-х. Живопись. Графика. Однодневная выставка. Клуб живописцев. МОСХ. Дом художника, Кузнецкий мост, 11.
Куратор А. В. Дюков. Экспонировались: диптих «Из жизни курдов», «Карусель».
● 1977 (31.10) — однодневная выставка «Художники первой пятилетки». Организатор: О. О. Ройтенберг. Экспонировались: диптих «Из жизни курдов», «Карусель», «Лошадь», «Калики перехожие», «Вакх». Дом художника, Кузнецкий мост, 11.
- 1982 — Выставка 50 лет МОСХ. Центральный выставочный зал (Манеж). Экспонировались: «Карусель», «Брюгги», «Арба», «Хлебы», «Кухонный натюрморт».
- 1991 — Московские художники. 20—30-е годы. ЦДХ. Куратор: Л. И. Громова. Экспонировалось 9 работ.
- 2000 — «Образ и преображение в русском искусстве». Новый манеж. Организатор: Московский фонд культуры. Экспонировались: «Автопортрет» 1946 г., «Сбор мороженой свеклы» 1942 г., рельеф «Молящаяся княгиня Трубецкая» 1939 г.

Произведения художника входят в собрания Государственной Третьяковской галереи, Государственного Русского музея, Государственного музея искусства народов Востока, Пензенской картинной галереи им. К. А. Савицкого, Рязанского художественного музея им. И. П. Пожалостина, Тульского художественного музея, Тверской картинной галереи, Ярославского художественного музея и Музея Русского Искусства в Миннеаполисе (штат Миннесота, США).

### Персональные выставки
- 1997 — Возвращение художника. Творчество Антона Николаевича Чиркова. Государственный музей искусства народов Востока. Живопись, графика, скульптура. Кураторы: Н. В. Апчинская, М. Л. Хомутова
- 1997 — Творчество Антона Николаевича Чиркова. Живопись, скульптура. Моск. акад. худ. лицей (бывш. МСХШ). Куратор: Ю. А. Тарасов
- 1998 — Графика А. Н. Чиркова. Моск. акад. худ. лицей РАХ (бывш. МСХШ). Куратор: Ю. А. Тарасов.
- 1999 — Художник Чирков. Глава четвёртая. Московский Союз Художников. Куратор: В. Ю. Васильева
- 2000 — Антон Чирков. Живопись, скульптура. Московский музей современного искусства. Куратор: Л. В. Андреева
- 2002 — Антон Чирков. Живопись. Графика. К 100-летию со дня рождения. Рязанский художественный музей им. И. П. Пожалостина. Куратор: Г. И. Торопова
- 2003 — Антон Чирков. К 100-летию со дня рождения. Пензенская картинная галерея им. К. А. Савицкого. Куратор: Н. В. Тархова
- 2003—2004 — Антон Чирков. 1902—1946. Живопись, графика, скульптура. К 100-летию со дня рождения. Государственная Третьяковская галерея. Куратор: Т. А. Ермакова
- 2023 — Антон Николаевич Чирков. Художник и эпоха. Живопись. Графика. К 120-летию со дня рождения. Рязанский художественный музей им. И. П. Пожалостина. Кураторы: Кристина Азарскова, Мария Зайцева
- 2024 — Антон Чирков: Метафизика авангарда (Галерея на Шаболовке, Москва)

### Галерея работ
Основные рисунки и картины в хронологическом порядке:

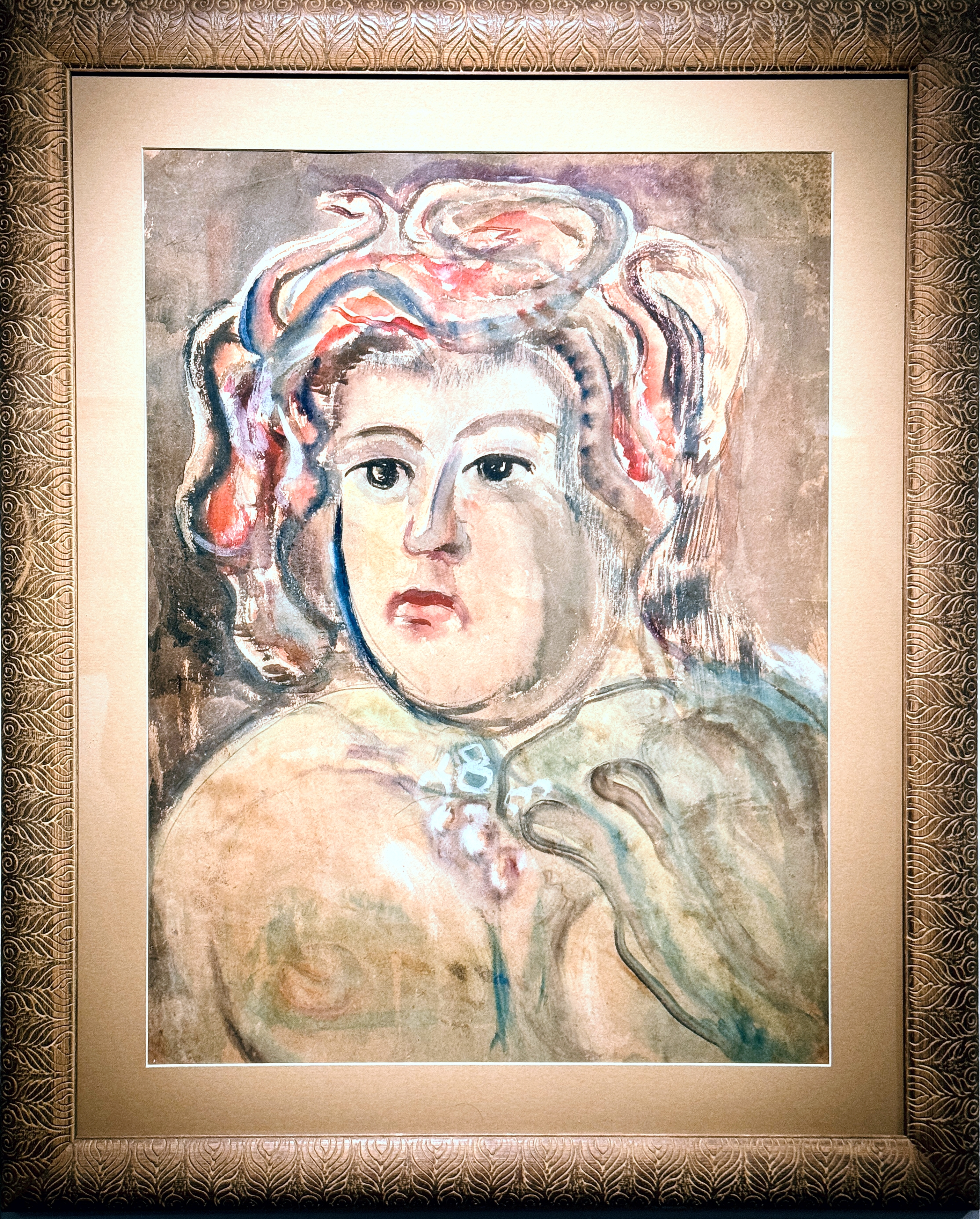
Медуза горгона, 1935